# Ae, Skottland
Ae är en by i Dumfries and Galloway, Skottland. Byn är belägen 13 km 
från Dumfries. Orten har 237 invånare (1971). Det är det kortaste ortnamnet i Storbritannien.